# Mionochroma pseudovittatum
Mionochroma pseudovittatum là một loài bọ cánh cứng trong họ Cerambycidae.